# Sportscar Special
Sportscar Special war ein niederländischer Hersteller von Automobilen. Die Markennamen lauteten Sportscar und Matula.

## Unternehmensgeschichte
Das Unternehmen wurde 1974 in Cruquius gegründet und begann 1975 mit der Produktion von Automobilen. 1977 beendete ein Feuer die Produktion. Die Karosserieformen für ein Modell hatten den Brand unbeschädigt überstanden und wurden mitsamt den Lizenzrechten an High Speed verkauft. 1979 übernahm Bart Holland aus Zwammerdam das Unternehmen. 1980 wurde das Unternehmen aufgelöst.

## Automobile

### Markenname Sportscar
Unter diesem Markennamen fertigte das Unternehmen zwei verschiedene Buggys namens Sportscarbuggy. Basis eines Modells war der Prototyp Bird’s Buggy von Jacques Vogel.

### Markenname Matula
Das Unternehmen bot das Modell Matula GT als Kit Car an. Dies war ein Lizenzbau des amerikanischen Talon. Eine Coupékarosserie wurde auf das gekürzte Fahrgestell vom VW Käfer montiert.